# Ссыльные Ивана IV Грозного
Со времён С.Б. Веселовского предпринимались попытки оценить и систематизировать данные о числе лиц, сосланных в годы правления Ивана Грозного. Им был установлен, с опорой на Казанскую писцовую книгу, список ссыльных из 58 человек, сосланных в Казанский край, в то время бывший новоприсоединённой окраиной Московского царства (в Сибирь в этот период ещё не ссылали). Уже этот первый анализ показал больший чем ожидалось процент среди ссыльных дворян по отношению к боярам, что, по мнению историка, доказывало, что репрессии времён опричнины были направлены не только на боярскую верхушку, но на весь старый двор и всё дворянство вообще. Эти выводы, написанные в 1945, но опубликованные только в 1963 году встретили возражения, поскольку из указанных им 58 человек по крайней мере 26 являлись князьями. Тогда же, в начале 1960-х годов, согласно Скрынникову, другим учёным, независимо от Веселовского, удалось реконструировать более полный список (до 150 имён) аристократов и дворян, сосланных под Казань.
Учитывая многодетность тогдашних семей, можно заключить, что на поселение в Казань опричники отправили никак не меньше 600-700 человек.
После 1 мая 1566 царь объявил о прощении казанских воевод и прочих ссыльных. Амнистия привела к тому, что прощённым опальным стали возвращать ранее конфискованные земли, ссыльнопоселенцы были восстановлены в правах служилых людей, а самые знатные из них сразу вернулись к исполнению воеводских обязанностей.

## Список лиц сосланных вКазань,СвияжскиЧебоксарыв 1565 году
| Род                                           | Имя, Отчество | Чин | Примечания |
| --------------------------------------------- | --- | --- | --- |
|                                               | | | |
| Ярославские князья                            | | | |
| Троекуровы                                    | Фёдор Иванович | Фёдор Иванович | Фёдор Иванович |
| Оленкин-Жеря                                  | Андрей Фёдорович | Андрей Фёдорович | Андрей Фёдорович |
| Сицкие                                        | Юрий Иванович | Дворовый, сын боярский | Помещик Ярославского уезда, упомянут в казанской писцовой книге (1565-1568), сослан в ссылку в Казань (1565). |
| Сицкие                                        | Данила Юрьевич Меньшой | Дворовый, сын боярский | Упомянут в Дворовой тетради (1550), сын боярский на первой свадьбе князя Владимира Андреевича Старицкого и Евдокии Александровны Нагой "нёс камку и стлал её в церкви" (1550), воевода в походе к Казани (1551), на свадьбе казанского Симеона и Марьи Андреевны Кутузовой "держал колпак" (1554), участник Серпуховского смотра (1556), 5-й воевода в Полоцке (начало 1565), сослан в Казанский уезд и получил там поместья (1565), которое впоследствии было отобрано (до 1567), оставлен на поселение в казанском крае после амнистии (май 1565), казнён по делу И.П. Фёдорова (после 22 марта 1568), жена княжна Федосья Дмитриевна постриглась с именем Фёкла, умерла в схиме (1618). |
| Молоскова                                     | Василий Андреевич | | |
| Чулков-Ушатый                                 | Иван Васильевич | Дворовый, сын боярский | |
| Чулков-Ушатый                                 | Данила Васильевич | Казанский воевода, дворовый. | Тысячник 3-й статьи (1550), сослан в Казанский уезд (1565), годовал воеводой в Казани (лето 1565), оставлен в Казанском крае после амнистии (май 1565), числился среди воевод попавших в Казанскую ссылку и у которых не отобраны поместья под Казанью выданные ссыльным, имел двор в Казани (1565-1568), казнён (06 июля 1568), упомянут в синодике опальных. |
| Ушатые                                        | Семён Юрьевич Меньшой | Дворовый, сын боярский | В Дворовой тетради упомянут с пометой "у царицы" (1550), дан в кормление "мех коломенский" (1554/55), имел вотчину и оклад 17 рублей, сослан на поселение в Казань (1565), все земли отошли в казну (8.000 четвертей), оставлен в Казанском крае после амнистии (май 1565), имел двор в Казани (1565-1568). сделал вклад по матери Наталье 5 рублей и шубу в Троице-Сергиев монастырь (1544). |
| Шестуновы                                     | Иван Дмитриевич Большой | Иван Дмитриевич Большой | Иван Дмитриевич Большой |
| Шестуновы                                     | Дмитрий Дмитриевич | | Упомянут в числе казанских ссыльных (1565). |
| Щетинины                                      | Семён Александрович | Дворовый, сын боярский по Ржеву | Помещик Ржевского уезда и Казанского уезда, сослан в Казань (1565), имел свой двор в Казани (1565-1568). |
| Щетинины                                      | Иван Григорьевич | Дворовый | Отправлен в ссылку с братией, всего: 7 человек (1565), помещик Казанского уезда (1565-1568). |
| Засекины                                      | Лев Иванович | Дворовый, сын боярский 3 статьи по Дмитрову                                                                                         | Отправлен в ссылку в Казань (1565), имел свой двор в Казани и поместьем в Казанском уезде.. |
| Засекины                                      | Иван Юрьевич | | Тысячник 3-й статьи (1550), упомянут среди голов в войске из Пскова в Алысту в воевода Большого полка (1560), 4-й голова у 1-го воевода в войске под Вильяном (1560), есаул в Полоцком походе (1562/63), пристав у царевича Ибака, во время литовского похода под Смоленск (1563/64), сослан в Казанский край (1565), имел свой двор в Казани, казнён по делу И.П. Фёдорова (после 22 марта 1568). |
| Засекины                                      | Михаил Фёдорович | Дворовый | Сослан в Казань (1565), имел свой двор в Казани, утратил свои земли в результате ссылки. |
| Засекины                                      | Семён Дмитриевич | Дворовый | |
| Засекины                                      | Иван | | |
| Засекины                                      | Иван Глебович | | |
| Засекины                                      | Дмитрий Петрович | Дворовый, сын боярский 3 статьи по Ярославлю                                                                                        | Есаул в Полоцком походе (1562/63), поручился по И.В. Шереметьеву Большому (1564), сослан в Казанский край (1565), купил двор в Казани за 11 рублей (1565-1566). |
| Засекин-Баташев                               | Семён Иванович | Дворовый, сын боярский 3 статьи по Ярославлю                                                                                        | |
| Засекин-Володимеров                           | Иван Иванович | Дворовый, сын боярский 3 статьи по Ярославлю                                                                                        | Отправлен в ссылку (1656), владел поместьем в Казанском уезде, убит казанскими людьми (1565). |
| Засекин-Сосунов                               | Фёдор Иванович | Казанский воевода, дворовый, сын боярский 3 статьи по Ярославлю                                                                     | |
| Засекин-Солнцев                               | Андрей Лобан Петрович Большой | Дворовый. | Упомянут в Дворовой тетради (1550), вотчинник Ярославского уезда (1564/65), сослан в ссылку в Свияжский уезд (1565), имел свой двор в Свияжске (1565-1567), воевода в Арзамасе (1582), помещик Арзамасского уезда (1586). |
| Засекин-Солнцев                               | Дмитрий Васильевич | Дворовый. | В Дворовой тетради записан тысячник, дворовый, сын боярский 3-й статьи по Ярославлю (1550), сослан в ссылку в Свияжск (1565), помещик Казанского уезда (1565). |
| Засекин-Жирового                              | Василий Дмитриевич | Дворовый. | Дворовый, сын боярский, помещик Ярославского уезда (1552), сослан в ссылку в Свияжск (1565), принял иночество с именем Варлаам. |
| Засекин-Жирового                              | Иван Дмитриевич | | Дворовый, сын боярский, помещик Ярославского уезда (1552), сослан в ссылку в Свияжск (1565). |
| Засекин-Жирового                              | Василий Фёдорович | | Дворовый, сын боярский помещик Ярославского уезда, сослан в ссылку в Свияжск (1565). помещик Казанского уезда (1565), полковой воевода в Рязани и Данкове (1576-1577), осадный воевода в Карачеве (1581), оттуда быть велено в Новосиле, вместо убитого воеводы, служил в Ряжске (1584), местничал с князем М.А. Щербатовым, голова (1590) |
| Засекин-Ноздрунов                             | Андрей Иванович | Дворовый | Дворовый, сын боярский, помещик Ярославского уезда, сослан в ссылку в Казань (1565). |
| Засекин-Чёрный                                | Иван Иванович | Дворовый | |
| Морткины                                      | Василий Иванович | Дворовый, по Бежецкому Верху. | Голова (1560), голова у 2-го воеводы Большого полка в походе из Пскова в немецкие земли к Алысту (1560), голова у 4-го воеводы большого полка под Вильно (1560), стрелецкий голова в походе из Казани на Луговую сторону и Аркские места, за победу жалован золотым (декабрь 1563), во время Полоцкого похода пристав у царевича Кайбула (1563/64), был при царевиче Ибаке в Верхних Луках (1564), поручился по И.В. Шереметьеву Большому (март 1564), отправлен в ссылку в Казань (1565), после отправлен в Свияжск (1565/66). Владел поместьем в Московском уезде и вотчиной в Тверском уезде. Жена Фетинья Бельская.                                                                    |
| Морткины                                      | Лев Васильевич | Дворовый, по Бежецкому Верху. | Сослан в Свияжск (1565), каширский губной староста (1594-1595). |
| Морткины                                      | Иван Фёдорович | Дворовый, по Бежецкому Верху. | Дворовый сын боярский по Боровску (1550), помещик Боровского и Свияжского уездов, сослан в ссылку (1565). |
| Морткины                                      | Иван (Юрьевич?) | Дворовый, по Бежецкому Верху. | |
| Ростовские князья                             | | | |
| Катыревы-Ростовские                           | Андрей Иванович | Боярин, 1-й воевода Свияжска | |
| Хохолковы-Ростовские                          | Иван Юрьевич | 1-й воевода Чебоксар | |
| Тёмкины-Ростовские                            | Дмитрий Юрьевич | Дворовый | |
| Тёмкины-Ростовские                            | Иван Юрьевич | Дворовый | |
| Тёмкины-Ростовские                            | Михаил Григорьевич | Голова и воевода. | |
| Тёмкины-Ростовские                            | Иван Григорьевич | | В 1573 году на свадьбе дочери двоюродного брата царя Ивана Грозного князя Владимира Андреевича Старицкого - княжны Марии Владимировны и короля Арцымагнуса был тринадцатым в свадебном поезде. В 1579-1581 годах голова у надзирания ночных сторожей, спал в государевом стане в походе на Лифляндию и против поляков. В 1590 году голова у огней в Новгородском и Руговидском походах. |
| Тёмкины-Ростовские                            | Иван Васильевич | | Опричный воевода. |
| Яновы-Ростовские                              | Никита Дмитриевич | Воевода Свияжска | В октябре 1551 года записан одиннадцатым в третью статью московских детей боярских, в 1565 года подвергнут опале и сослан в Казанский край, в марте этого же года годовал сперва третьим, а после вторым воеводой в Свияжске. |
| Яновы-Ростовские                              | Фёдор Дмитриевич | | В 1548 году голова в Большом полку в Коломне, в октябре 1551 года записан двенадцатым в третью статью московских детей боярских, в 1561 году четвёртый воевода в Казани, в 1565 году подвергнут опале и сослан в Казанский край. |
| Бахтеяровы-Ростовские                         | Иван Фёдорович | Воевода Чебоксар | |
| Бахтеяровы-Ростовские                         | Василий Фёдорович | Воевода Чебоксар | |
| Бахтеяровы-Ростовские                         | Михаил Фёдорович | Воевода Свияжска | |
| Приимковы-Ростовские                          | Василий Васильевич Волк | Дворовый | |
| Приимковы-Ростовские                          | Роман Андреевич | Дворовый по Кашину | |
| Приимковы-Ростовские                          | Владимир Романович | Дворовый по Кашину | |
| Приимковы-Ростовские                          | Михаил Андреевич | Дворовый по Кашину | |
| Приимковы-Ростовские                          | Дмитрий Михайлович | Дворовый по Кашину | |
| Лобановы-Ростовские                           | Иван Семёнович | | |
| Лобановы-Ростовские                           | Фёдор Михайлович | | |
| Бычковы-Ростовские                            | Андрей Матвеевич | | |
| Стародубские князья                           | | | |
| Стригин Ряполовский                           | Андрей Иванович | | |
| Стародубский-Сорока                           | Никита Михайлович | Воевода Свияжска, сын боярский 3 статьи по Москве                                                                                   | |
| Кривоборские                                  | Андрей Иванович | | В марте 1565 года есаул в Казанском походе. |
| Кривоборские                                  | Василий Иванович Большой | | В 1576-1577 годах первый воевода в Астрахани. |
| Кривоборские                                  | Фёдор Иванович | | Воевода и наместник. |
| Кривоборские                                  | Василий Иванович Меньшой | | Воевода и наместник. |
| Ковровы                                       | Иван Андреевич | Сын боярский 3 статьи | |
| Ковровы                                       | Пётр Андреевич | | |
| Ковровы                                       | Иван Семёнович | Дворовый | В 1563 году второй поддатня у рынды государева большого саадака в походе к Полоцку. |
| Ромодановские                                 | Иван Борисович | Дворовый | |
| Ромодановские                                 | Никита Иванович | Дворовый, сын боярский по Бежецкому Верху                                                                                           | В 1560 году послан вторым головою под Вильно при князе Троекурове в Большом полку. |
| Ромодановские                                 | Афанасий Андреевич Нагаев | | В 1570 году воевода в Чернигове. |
| Гундоровы                                     | Иван Васильевич | Дворовый по Вязьме | Писец Устюжского уезда (1567/68), Соль-вычегодского уезда (1567/68), выслан в Свияжск (май 1565), воевода в Михайлове (1575), сделал вклад в Спасо-Ефимьев монастырь |
| Гундоровы                                     | Андрей Иванович | Дворовый по Вязьме | Тысячник 3-статьи из Вязьмы, 2-й воевода левой руки в походе в Литву (1564), сослан в Казань (1565), имел поместье в Свияжском уезде (1565-1567). |
| Гундоровы                                     | Роман Иванович | | Вотчинник Ряполовского уезда, помещик в Казани во время ссылки (1565), получил компенсацию за отобранное село Меховицы (1567). |
| Пожарские                                     | Фёдор Иванович Меньшой/Немой | Дворовый | В октябре 1551 года написан в третью статью московский детей боярских. В 1556 году в Казани первый городничий. В 1576 году пятый голова в Большом полку в Серпухове. Умер в 1581 году. |
| Пожарские                                     | Семён Борисович | Дворовый, воевода Свияжска | |
| Пожарские                                     | Михаил Борисович | Дворовый | |
| Пожарские                                     | Пётр Васильевич Чёрный | Сын боярский 3 статьи | В октябре 1551 года написан в третью статью московских детей боярских. В 1559 году губной староста во Владимире. |
| Гагарины                                      | Иван Фёдорович | Сын боярский 3 статьи по Твери | |
| Гагарины                                      | Владимир Иванович | | |
| Гагарины                                      | Дмитрий Данилович Шемяка | | Отправлен в ссылку с братьями и племянниками, всего: 12 человек |
| Гагарины                                      | Иван Семёнович | | |
| Оболенские князья                             | | | |
| Тюфякины                                      | Василий Борисович | Сын боярский III статьи по Дмитрову                                                                                                 | Князья Тюфякины поселились в Свияжске на Жилецкой слободе под городом. |
| Тюфякины                                      | Михаил Васильевич | Сын боярский III статьи по Дмитрову                                                                                                 | Князья Тюфякины поселились в Свияжске на Жилецкой слободе под городом. |
| Тюфякины                                      | Василий Васильевич | Сын боярский III статьи по Дмитрову                                                                                                 | Князья Тюфякины поселились в Свияжске на Жилецкой слободе под городом. |
| Представители других княжеских фамилий        | | | |
| Бабичевы                                      | Борис Дмитриевич | Дворовый сын боярский по Романову                                                                                                   | |
| Бабичевы                                      | Иван Дмитриевич | Дворовый сын боярский по Романову                                                                                                   | |
| Чесноковы (Андомские)                         | Василий Григорьевич | Сын дворового по Белозеру | Василий Григорьевич приобрёл дом в Казани за 9 рублей. |
| Представители нетитулованных боярских фамилий | | | |
| Шеины                                         | Андрей Иванович | Сын боярский 3 статьи по Москве, дворовый, свияжский воевода                                                                        | |
| Шеины                                         | Михаил Юрьевич | Дворовый по Москве | |
| Шестов (Морозовы)                             | Пётр Васильевич | | |
| Лыковы                                        | Михаил Матвеевич | Окольничий, Казанский воевода | |
| Головины                                      | Иван Михайлович Большой | Дворовый по Москве | |
| Бороздины                                     | Василий Никитич Борисов-Бороздин | Сын боярский 3 статьи по Твери, дворовый по Кашину и Твери.                                                                         | |
| Даниловы                                      | Яков Иванович Услюм | Дворовый, сын боярский 2 статьи по Москве.                                                                                          | |
| Даниловы                                      | Фёдор Яковлевич Услюмов | Дворовый по Москве | |
| Квашнин-Поярков                               | Иван Петрович | Дворовый, сын боярский по Клину. | |
| Заболоцкие                                    | Федосий Терентьевич | Сын боярский 3 статьи по Москве, дворовый по Переславлю-Залесскому.                                                                 | |
| Дети боярские                                 | | | |
| Аксаковы                                      | Мансур Матвеевич Товарищев-Аксаков, Дворовый, сын боярский 3 статьи по Суздалю.                                                     | Мансур Матвеевич Товарищев-Аксаков, Дворовый, сын боярский 3 статьи по Суздалю.                                                     | |
| Аксаковы                                      | Иван Матвеевич Товарищев-Аксаков. дворовый по Суздалю                                                                               | | |
| Бакакины                                      | Юрий и Григорий | Юрий и Григорий | |
| Бестужевы                                     | Андрей Михайлович Киреев и Михаил Образцов Рогатый Бестужевы, дворовые по Костроме.                                                 | Андрей Михайлович Киреев и Михаил Образцов Рогатый Бестужевы, дворовые по Костроме.                                                 | |
| Бестужевы                                     | Замятня Андреевич, дворовый по Суздалю                                                                                              | | |
| Безсоновы                                     | Иван Васильевич, дворовый, большой дьяк.                                                                                            | Иван Васильевич, дворовый, большой дьяк.                                                                                            | |
| Бернядиновы                                   | Фёдор | Фёдор | |
| Бурцевы                                       | Рудак Неклюдов. | Рудак Неклюдов. | |
| Васильевы                                     | Константин, Пятый, Фёдор | Константин, Пятый, Фёдор | |
| Даниловы                                      | Иван Никитич, Фёдор и Василий Даниловы Сотницкого, дворовые, дети боярские по Костроме. Борис Окинфов, Третьяк Яковлевич Сотницких. | Иван Никитич, Фёдор и Василий Даниловы Сотницкого, дворовые, дети боярские по Костроме. Борис Окинфов, Третьяк Яковлевич Сотницких. | |
| Дуровы                                        | Хабар Васильевич, дворовый по Москве.                                                                                               | Хабар Васильевич, дворовый по Москве.                                                                                               | |
| Дуровы                                        | Никифор и Семён Васильевичи | | |
| Дятловы                                       | Андрей и Григорий Васильевичи, дворовые, дети боярские 3 статьи по Боровску.                                                        | Андрей и Григорий Васильевичи, дворовые, дети боярские 3 статьи по Боровску.                                                        | |
| Дятловы                                       | Андрей Григорьевич | Андрей Григорьевич | В ссылку отправлен с "товарищами", всего: 5 человек |
| Захарьины                                     | Фёдор и Остафий | Фёдор и Остафий | |
| Ивановы                                       | Андрей и Мамай | Андрей и Мамай | |
| Кашкаровы                                     | Яков | Яков | |
| Никифоровы                                    | Фёдор | Фёдор | |
| Ольговы                                       | Фёдор Семёнович и Константин Васильевич                                                                                             | Фёдор Семёнович и Константин Васильевич                                                                                             | |
| Путиловы                                      | Иван и Василий Семёновичи | Иван и Василий Семёновичи | |
| Пуховы                                        | Иосиф Иванович сын Тетерин Пухов, дворовый, сын боярский по Суздалю и Костроме.                                                     | Иосиф Иванович сын Тетерин Пухов, дворовый, сын боярский по Суздалю и Костроме.                                                     | |
| Ржевские                                      | Афанасий Дмитриевич, дворовый по Вязьме.                                                                                            | Афанасий Дмитриевич, дворовый по Вязьме.                                                                                            | |
| Ступишины                                     | Гордей Борисович, дворовый по Переславлю-Залесскому                                                                                 | Гордей Борисович, дворовый по Переславлю-Залесскому                                                                                 | |
| Суворовы                                      | Богдан | Богдан | |
| Тетерины                                      | Василий Гундоров, сын боярский 3 статьи по Суздалю                                                                                  | Василий Гундоров, сын боярский 3 статьи по Суздалю                                                                                  | |
| Тетерины                                      | Григорий Гундоров, Василий Иевлевич, Семейка, Михаил, Ширяй и другие.                                                               | Григорий Гундоров, Василий Иевлевич, Семейка, Михаил, Ширяй и другие.                                                               | Всего: 11 человек, дворовые, дети боярские по Суздалю |
| Туровы                                        | Василий и Фёдор Михайлович | Василий и Фёдор Михайлович | |
| Тыртовы                                       | Тихон Гаврилович, сын боярский 3 статьи по Галичу, дворовый по Костроме.                                                            | Тихон Гаврилович, сын боярский 3 статьи по Галичу, дворовый по Костроме.                                                            | |
| Тыртовы                                       | Торх Гаврилович, дворовый по Костроме                                                                                               | | |
| Тыртовы                                       | Борис и Василий Злобин | | |
| Фёдоровы                                      | Василий, Никита, Кислый, Десятый | Василий, Никита, Кислый, Десятый | |
| Фефилатьевы                                   | Юрий Андреевич | Юрий Андреевич | |
| Хлуденёвы                                     | Василий Шереметьев, дворовый по Переславлю-Залесскому.                                                                              | Василий Шереметьев, дворовый по Переславлю-Залесскому.                                                                              | |
| Шушерины                                      | Елизар Романович, дворовый по Дорогобужу                                                                                            | Елизар Романович, дворовый по Дорогобужу                                                                                            | |
| Яковлевы                                      | Михаил | Михаил | |
| Яновы                                         | Иосиф Андреевич | Иосиф Андреевич | |
| Яропкины                                      | Фёдор Васильевич | Фёдор Васильевич | |